# Linia sukcesji do tronu duńskiego
Linia sukcesji do tronu duńskiego – według duńskiego prawa sukcesyjnego z 1953 roku prawo do korony duńskiej (zob. władcy Danii) ograniczono do potomków króla Chrystiana X i Aleksandry meklemburskiej. Król i książęta dynastyczni muszą mieć zgodę na małżeństwo. Jeśli osoba mająca prawo do sukcesji zawrze związek małżeński bez zgody monarchy, która jest wyrażana na posiedzeniu Rady Państwa, traci wraz z potomstwem prawa do tronu. Monarcha musi być członkiem kościoła ewangelicko-augsburskiego. W 2009 roku w referendum zatwierdzono zmiany w prawie sukcesyjnym. Primogenitura męska została zastąpiona przez primogeniturę starszeństwa (najstarsze dziecko zostaje monarchą).

## Linia sukcesji
1. Książę Chrystian (syn Fryderyka X)
2. Księżniczka Izabela (córka Fryderyka X)
3. Książę Wincenty (syn Fryderyka X)
4. Księżniczka Józefina (córka Fryderyka X)
5. Książę Joachim (brat Fryderyka X)
6. Hrabia Mikołaj (bratanek Fryderyka X, syn Joachima)
7. Hrabia Feliks (bratanek Fryderyka X, syn Joachima)
8. Hrabia Henryk (bratanek Fryderyka X, syn Joachima)
9. Hrabianka Atena (bratanica Fryderyka X, córka Joachima)
10. Księżna Benedykta Sayn-Wittgenstein-Berleburg (siostra Małgorzaty II)

### Drzewo genealogiczne
- Król Chrystian X (1870–1947)
  -  Król Fryderyk IX (1899–1972)
    -  Królowa Małgorzata II (ur. 1940)
      -  Król Fryderyk X (ur. 1968)[3]
        - (1) Książę koronny Chrystian (ur. 2005)[4]
        - (2) Księżniczka Izabela (ur. 2007)[5]
        - (3) Książę Wincenty (ur. 2011)[6]
        - (4) Księżniczka Józefina (ur. 2011)[7]

      - (5) Książę Joachim (ur. 1969)[8]
        - (6) Hrabia Mikołaj (ur. 1999)[9]
        - (7) Hrabia Feliks (ur. 2002)[10]
        - (8) Hrabia Henryk (ur. 2009)[11]
        - (9) Hrabianka Atena (ur. 2012)[12]

    - (10) Księżniczka Benedykta (ur. 1944)[13]

  - Dziedziczny książę Kanut (1900–1976)
    - Księżniczka Elżbieta (1935–2018)
    - Hrabia Ingolf (ur. 1940)
    - Hrabia Chrystian (1942–2013)